# Josef Hans Lazar
Josef Hans Lazar (* 5. Oktober 1895 in Istanbul; † 9. Mai 1961 in Wien) war ein österreichischer und ab 1939 deutscher Diplomat und Presseattaché. Er betätigte sich in den 1940er Jahren als NS-Propagandist im franquistischen Spanien.

## Leben
Lazar studierte Jura und war von 1915 bis November 1918 Soldat im Ersten Weltkrieg, zuletzt als Oberleutnant beim k.u.k. Militärbevollmächtigten im Osmanischen Reich. Durch eine Verwundung wurde Lazar zum Morphinisten. Ab 1920 war er Korrespondent der Wiener Neuen Freien Presse in Konstantinopel und von 1926 bis April 1927 für das Feuilleton sowie die Lokalnachrichten der Türkischen Post zuständig.
Im Juli 1927 wechselte er als Korrespondent zum Deutschen Nachrichtenbüro nach Bukarest, gleichzeitig wurde Lazar Konsulent des österreichischen Bundespressedienstes, seit 1935 mit dem Titel eines Regierungsrats, und ab 1937 Legationsrat im österreichischen Auswärtigen Dienst. Während des spanischen Bürgerkrieges arbeitete Lazar als Korrespondent der Nachrichtenagentur Transocean, die dem deutschen Reichspropagandaministerium unter Joseph Goebbels unterstand. 1937 heiratete er Helene Baronin Petrino.
Bis zum 12. März 1938 war Lazar Balkankorrespondent der Neuen Freien Presse und Presseattaché von Österreich in Berlin. In der Nacht des 12. auf den 13. März 1938 wurde er nach Wien zurückgerufen und zum Leiter der Presseabteilung ernannt. Seine einzige Aufgabe bestand darin, am 13. März um 20:00 Uhr den Text des Gesetzes zum Anschluss Österreichs den Korrespondenten der ausländischen Presse in Wien zu verlesen.
Im Juni 1938 übersiedelte Lazar nach Spanien, trat am 5. Juli 1939 dem deutschen Auswärtigen Dienst bei und wurde Presseattaché bei der deutschen Botschaft in Madrid, wo er zur grauen Eminenz wurde. 1940 erhielt er den Ritterorden Imperial del Yugo y las Flechas con Encomienda.
Als Leiter der Presseabteilung der Botschaft gelang es ihm, zahlreiche Gemeindeblätter zu kontrollieren, mit einer Auflage von bis zu 170.000 Exemplaren, welche er über SOFINDUS finanzierte und in welchen er nationalsozialistische Propaganda machte. Der Skodavertreter Reinhard Spitzy erinnerte sich: Adolf Hitler vertraute Lazar nicht, er wollte ihn ersetzen, aber er konnte nicht. Lazar war wie eine Spinne im Netz in Spanien installiert. Er kontrollierte 200 Gemeindeblätter in ganz Spanien. Möchten sie eine eigene Zeitung haben, fragte er die Pfarrer? Er finanzierte sie über Werbung deutscher Unternehmen wie Siemens, Mercedes oder Merck, welche von SOFINDUS bezahlt wurde.
1942 startete Lazar eine anspruchsvolle Propagandakampagne, El Gran Plan, unter Zusammenarbeit mit Hundertschaften aus der Falange und der spanischen Postbehörde in 28 Städten, wobei Flugblätter verteilt und Botschaften von Hitler von Mund zu Ohr weiter verbreitet wurden. So beeinflusste er die öffentliche Meinung im faschistischen Spanien zugunsten des NS-Staates. Sein luxuriös gestaltetes Leben zog nicht nur US-amerikanische und britische Agenten an, welche ihn beobachteten, sondern regte auch den Verdacht bei Paul Winzer, dem Polizeiattaché an der deutschen Botschaft in Madrid.
Nach 1950 war Lazar Geschäftsführer einer Handelsgesellschaft in Madrid. 1956 wanderte er nach Brasilien aus und kehrte später nach Österreich zurück.

## Roman
- Die Monstranz von Villalarga. Nymphenburger Verl.-Handl., München 1952